# Liste d'ambassadeurs de Finlande en Asie
Cet article  donne une liste des représentants diplomatiques finlandais en Asie. La liste comprend tous les représentants historiques par pays de destination. La liste comprend les pays du Moyen-Orient, d'Océanie et d'Asie centrale.

## Représentations actuelles de la Finlande en Asie

### Abu Dhabi (Émirats arabes unis)
| Relations diplomatiques établies  | Relations diplomatiques établies | Relations diplomatiques établies |
| 21 février 1975                   | 21 février 1975                  | 21 février 1975                  |
| Représentant                      | Année                            | Poste                            |
| --------------------------------- | -------------------------------- | -------------------------------- |
| Carolus Lassila (Djedda)          | 1975–1977                        | ambassadeur                      |
| Kai Helenius (Djedda)             | 1977–1982                        | ambassadeur                      |
| Pertti Ripatti (Koweït)           | 1982–1985                        | ambassadeur                      |
| Esko Kunnamo (Koweït)             | 1985–1989                        | ambassadeur                      |
| Tero Lehtovaara (Koweït/Helsinki) | 1989–1991                        | ambassadeur                      |
| Aleksei Lahti                     | 1991–1994                        | chargé d'affaires                |
| Pertti Kaukonen (Koweït)          | 1992–1997                        | ambassadeur                      |
| Matti Pullinen                    | 1997–2000                        | ambassadeur                      |
| Risto Rekola                      | 2000–2004                        | ambassadeur                      |
| Raimo Anttola                     | 2004–2007                        | ambassadeur                      |
| Matti Lassila                     | 2007–2011                        | ambassadeur                      |
| Ilkka-Pekka Similä                | 2011–2015                        | ambassadeur                      |
| Riittamaija Swan                  | 2015-2019                        | ambassadeur                      |
| Marianne Nissilä                  | 2019 -en poste                   | ambassadeur                      |

### Ankara (Turquie)
| Relations diplomatiques établies | Relations diplomatiques établies | Relations diplomatiques établies |
| 9 décembre 1926                  | 9 décembre 1926                  | 9 décembre 1926                  |
| Représentant                     | Année                            | Poste                            |
| -------------------------------- | -------------------------------- | -------------------------------- |
| Väinö Tanner (Bucharest)         | 1920–1923                        | chargé d'affaires                |
| Pontus Artti (Rome)              | 1931–1934                        | envoyé                           |
| Onni Talas (Budapest)            | 1934–1940                        | envoyé                           |
| Aarno Yrjö-Koskinen              | 1940–1951                        | envoyé                           |
| Asko Ivalo                       | 1951–1954                        | envoyé                           |
| Bruno Kivikoski                  | 1958–1959                        | envoyé                           |
| Bruno Kivikoski                  | 1958–1959                        | ambassadeur                      |
| Aaro Pakaslahti                  | 1959–1966                        | ambassadeur                      |
| Hans Ruben Martola               | 1966–1967                        | ambassadeur                      |
| Åke Frey                         | 1968–1974                        | ambassadeur                      |
| Wilhelm Schreck                  | 1974–1976                        | ambassadeur                      |
| Ulf-Erik Slotte                  | 1977–1983                        | ambassadeur                      |
| Klaus Castrén                    | 1983–1986                        | ambassadeur                      |
| Mauno Castrén                    | 1986–1991                        | ambassadeur                      |
| Risto Kauppi                     | 1991–1995                        | ambassadeur                      |
| Jan Groop                        | 1995–1997                        | ambassadeur                      |
| Björn Ekblom                     | 1998–2000                        | ambassadeur                      |
| Garth Castrén                    | 2000–2004                        | ambassadeur                      |
| Maria Serenius                   | 2004–2008                        | ambassadeur                      |
| Kirsti Eskelinen                 | 2008–2012                        | ambassadeur                      |
| Nina Vaskunlahti                 | 2012–2016                        | ambassadeur                      |
| Päivi Kairamo                    | 2016-2019                        | ambassadeur                      |
| Ari Mäki                         | 2019 -en poste                   | ambassadeur                      |

### Bagdad (Irak)
L'ambassade a été fermée pendant la Guerre du Golfe,.
Les relations de la Finlande avec l'Irak ont longtemps été gérées par l'ambassadeur à Damas.
L'ambassade a rouvert en 2019.
| Relations diplomatiques établies | Relations diplomatiques établies | Relations diplomatiques établies |
| 15 mai 1959                      | 15 mai 1959                      | 15 mai 1959                      |
| Représentant                     | Année                            | Poste                            |
| -------------------------------- | -------------------------------- | -------------------------------- |
| Aaro Pakaslahti                  | 1959–1966                        | envoyé                           |
| Arto Tanner                      | 1967–1969                        | chargé d’affaires                |
| Martti Lintulahti                | 1969–1973                        | chargé d’affaires                |
| Martti Lintulahti                | 1973–1975                        | ambassadeur                      |
| Jaakko Keto                      | 1975–1977                        | ambassadeur                      |
| Jan Groop                        | 1978–1981                        | ambassadeur                      |
| Håkan Krogius                    | 1981–1987                        | ambassadeur                      |
| Henry Söderholm                  | 1987–1990                        | ambassadeur                      |
| Arne Hartman                     | 1990–1991                        | ambassadeur                      |
| Vesa Häkkinen                    | 2019-en poste                    | ambassadeur                      |

### Bangkok (Thaïlande)
| Relations diplomatiques établies | Relations diplomatiques établies | Relations diplomatiques établies |
| 21 juin 1954                     | 21 juin 1954                     | 21 juin 1954                     |
| Représentant                     | Année                            | Poste                            |
| -------------------------------- | -------------------------------- | -------------------------------- |
| Gustaf Ramstedt (Tokio)          | 1919–1929                        | chargé d’affaires                |
| Hugo Valvanne (New Delhi)        | 1954–1956                        | envoyé                           |
| Aaro Pakaslahti (New Delhi)      | 1958–1959                        | envoyé                           |
| Sigurd von Numers (New Delhi)    | 1959–1961                        | envoyé                           |
| Veli Helenius (New Delhi)        | 1961–1964                        | envoyé                           |
| Veli Helenius (New Delhi)        | 1961–1964                        | ambassadeur                      |
| Asko Ivalo (New Delhi)           | 1964–1968                        |                                  |
| Fredrik Schreck (New Delhi)      | 1968–1974                        |                                  |
| Matti Cawén (Jakarta)            | 1975–1977                        |                                  |
| Tuure Mentula (Jakarta)          | 1977–1982                        |                                  |
| Klaus Snellman                   | 1983–1984                        |                                  |
| Pasi Rutanen                     | 1984–1986                        |                                  |
| Benjamin Bassin                  | 1986–1990                        |                                  |
| Eero Salovaara                   | 1990–1995                        |                                  |
| Tauno Kääriä                     | 1995–2000                        |                                  |
| Heikki Tuunanen                  | 2000–2005                        |                                  |
| Lars Backström                   | 2005–2009                        |                                  |
| Sirpa Mäenpää                    | 2009–2013                        |                                  |
| Kirsti Westphalen                | 2013–2016                        |                                  |
| Satu Suikkari-Kleven             | 2016–en poste                    |                                  |

### Beyrouth (Liban)
Depuis 1985, les relations de la Finlande avec le Liban sont gérées par l'Ambassadeur à Damas. Cependant, le personnel qui a quitté la délégation de Damas en raison de guerre civile syrienne est en poste au bureau de liaison à Beyrouth depuis septembre 2012.
L'ambassade de Finlande à Beyrouth a été rouverte le 1er mars 2015.
| Relations diplomatiques établies | Relations diplomatiques établies | Relations diplomatiques établies |
| 21 juin 1954                     | 21 juin 1954                     | 21 juin 1954                     |
| Représentant                     | Année                            | Poste                            |
| -------------------------------- | -------------------------------- | -------------------------------- |
| Bruno Kivikoski                  | 1954-1958                        | envoyé (Ankara)                  |
| Atle Asanti                      | 1959-1962                        | envoyé (Le Caire)                |
| Osmo Orkomies                    | 1962 - 1966                      | ambassadeur (Le Caire)           |
| Soini Palasto                    | 1966- 1968                       | ambassadeur (Le Caire)           |
| Carolus Lassila                  | 1968 – 1974                      | ambassadeur                      |
| Heikki Kalha                     | 1974                             | ambassadeur                      |
| Arto Tanner                      | 1977-1981                        | ambassadeur                      |
| Veikko Hietanen                  | 1981-1984                        | ambassadeur                      |
| Jyrki Aimonen                    | 1985                             | ambassadeur (Damas)              |
| Juhani Muhonen                   |                                  | ambassadeur (Damas)              |
| Arto Kurittu                     | 1991-1995                        | ambassadeur (Damas)              |
| Heikki Latvanen                  | 1996-2001                        | ambassadeur (Damas)              |
| Antti Koistinen                  | 2001-2005                        | ambassadeur (Damas)              |
| Pertti Harvola                   | 2005-2008                        | ambassadeur (Damas)              |
| Harri Mäki-Reinikka              | 2008-2012                        | ambassadeur (Damas-Beyrouth)     |
| Kari Kahiluoto                   | 2013-2014                        | ambassadeur (Damas-Beyrouth)     |
| Matti Lassila                    | 2015-2018                        | ambassadeur                      |
| Tarja Fernández                  | 2018-en poste                    | ambassadeur                      |

### Canberra (Australie)
| Relations diplomatiques établies | Relations diplomatiques établies | Relations diplomatiques établies |
| 31 mars 1949                     | 31 mars 1949                     | 31 mars 1949                     |
| Représentant                     | Année                            | Poste                            |
| -------------------------------- | -------------------------------- | -------------------------------- |
| Paavo Simelius (Sydney)          | 1949–1958                        | chargé d'affaires                |
| Toivo Kala (Sydney)              | 1958–1963                        | chargé d'affaires                |
| Olavi Wanne (Sydney)             | 1963–1968                        | chargé d'affaires                |
| Tuure Mentula                    | 1969–1975                        | ambassadeur                      |
| Åke Backström                    | 1975–1980                        | ambassadeur                      |
| Veikko Huttunen                  | 1980–1983                        | ambassadeur                      |
| Osmo Lares                       | 1983–1987                        | ambassadeur                      |
| Ulf-Erik Slotte                  | 1987–1991                        | ambassadeur                      |
| Charles Murto                    | 1991–1996                        | ambassadeur                      |
| Esko Hamilo                      | 1996–2001                        | ambassadeur                      |
| Anneli Puura-Märkälä             | 2001–2005                        | ambassadeur                      |
| Glen Lindholm                    | 2005–2009                        | ambassadeur                      |
| Maija Lähteenmäki                | 2010–2012                        | ambassadeur                      |
| Pasi Patokallio                  | 2013–2016                        | ambassadeur                      |
| Lars Backström                   | 2016–en poste                    | ambassadeur                      |

### Hanoï (Viêt Nam)
| Relations diplomatiques établies | Relations diplomatiques établies | Relations diplomatiques établies |
| 25 janvier 1973                  | 25 janvier 1973                  | 25 janvier 1973                  |
| Représentant                     | Année                            | Poste                            |
| -------------------------------- | -------------------------------- | -------------------------------- |
| Veli Helenius (Pékin)            | 1973–1974                        | ambassadeur                      |
| Unto Tanskanen                   | 1974–1977                        | ambassadeur                      |
| Mauri Eggert                     | 1977–1980                        | ambassadeur                      |
| Unto Korhonen                    | 1980–1983                        | ambassadeur                      |
| Esko Lipponen                    | 1983–1986                        | ambassadeur                      |
| Eero Saarikoski                  | 1986–1987                        | ambassadeur                      |
| Elisabeth Tigerstedt-Tähtelä     | 1988–1989                        | ambassadeur                      |
| Esko Lipponen                    | 1990–1991                        | ambassadeur                      |
| Kai Granholm                     | 1991–1996                        | ambassadeur                      |
| Juha Puromies                    | 1996–2001                        | ambassadeur                      |
| Kari Alanko                      | 2002–2007                        | ambassadeur                      |
| Pekka Hyvönen                    | 2007–2011                        | ambassadeur                      |
| Kimmo Lähdevirta                 | 2011–2015                        | ambassadeur                      |
| Ilkka-Pekka Similä               | 2015- 2017                       | ambassadeur                      |
| Kari Kahiluoto                   | 2017-en poste                    | ambassadeur                      |

### Jakarta (Indonésie)
| Relations diplomatiques établies | Relations diplomatiques établies | Relations diplomatiques établies |
| 6 septembre 1954                 | 6 septembre 1954                 | 6 septembre 1954                 |
| Représentant                     | Année                            | Poste                            |
| -------------------------------- | -------------------------------- | -------------------------------- |
| Hugo Valvanne (New Delhi)        | 1954–1956                        | envoyé                           |
| Aaro Pakaslahti (New Delhi)      | 1958–1959                        | envoyé                           |
| Sigurd von Numers (New Delhi)    | 1959–1961                        | envoyé                           |
| Veli Helenius (New Delhi)        | 1961–1964                        | envoyé                           |
| Asko Ivalo (New Delhi)           | 1964–1968                        | ambassadeur                      |
| Wilhelm Schreck (New Delhi)      | 1968–1974                        | ambassadeur                      |
| Matti Cawén                      | 1974–1977                        | ambassadeur                      |
| Tuure Mentula                    | 1977–1982                        | ambassadeur                      |
| Pertti A. O. Kärkkäinen          | 1982–1985                        | ambassadeur                      |
| Erik Heinrichs                   | 1985–1989                        | ambassadeur                      |
| Timo Koponen                     | 1989–1992                        | ambassadeur                      |
| Veli J. Ollikainen               | 1992–1995                        | ambassadeur                      |
| Hannu Himanen                    | 1996–2000                        | ambassadeur                      |
| Matti Pullinen                   | 2000–2003                        | ambassadeur                      |
| Markku Niinioja                  | 2003–2007                        | ambassadeur                      |
| Antti Koistinen                  | 2007–2010                        | ambassadeur                      |
| Kai Sauer                        | 2010–2014                        | ambassadeur                      |
| Päivi Hiltunen-Toivio            | 2014-2018                        | ambassadeur                      |
| Jari Sinkari                     | 2018-en poste                    | ambassadeur                      |

### Kaboul (Afghanistan)
| Relations diplomatiques établies             | Relations diplomatiques établies             | Relations diplomatiques établies             |
| 15 décembre 1930 et à nouveau le 11 mai 1956 | 15 décembre 1930 et à nouveau le 11 mai 1956 | 15 décembre 1930 et à nouveau le 11 mai 1956 |
| Représentant                                 | Année                                        | Poste                                        |
| -------------------------------------------- | -------------------------------------------- | -------------------------------------------- |
| Eero A. Wuori (Moscou)                       | 1956–1963                                    | ambassadeur                                  |
| Jorma Vanamo (Moscou)                        | 1963–1967                                    | ambassadeur                                  |
| Åke Frey (Ankara)                            | 1968–1974                                    | ambassadeur                                  |
| Jaakko Hallama (Moscou)                      | 1975–1982                                    | ambassadeur                                  |
| Tarja Laitiainen (Helsinki)                  | 2002–2005                                    | ambassadeur                                  |
| Antti Koistinen (Helsinki)                   | 2006–2008                                    | ambassadeur                                  |
| Timo Oula                                    | 2005–2008                                    | chargé d'affaires                            |
| Timo Oula                                    | 2009–2010                                    | ambassadeur                                  |
| Pauli Järvenpää                              | 2010–2013                                    | ambassadeur                                  |
| Ari Mäki                                     | 2013–2015                                    | ambassadeur                                  |
| Anne Meskanen                                | 2015–2017                                    | ambassadeur                                  |
| Hannu Ripatti                                | 2017–2019                                    | ambassadeur                                  |
| Pekka Kosonen                                | 2019 -                                       | ambassadeur                                  |

### Katmandou (Népal)
| Relations diplomatiques établies | Relations diplomatiques établies | Relations diplomatiques établies |
| 21 septembre 1974                | 21 septembre 1974                | 21 septembre 1974                |
| Représentant                     | Année                            | Poste                            |
| -------------------------------- | -------------------------------- | -------------------------------- |
| Riitta Örö (New Delhi)           | 1975–1979                        | ambassadeur                      |
| Risto Hyvärinen (New Delhi)      | 1980–1984                        | ambassadeur                      |
| Jan Groop (New Delhi)            | 1984–1988                        | ambassadeur                      |
| Jyrki Aimonen (New Delhi)        | 1988–1991                        | ambassadeur                      |
| Marjatta Rasi (New Delhi)        | 1991–1995                        | ambassadeur                      |
| Kalevi Ahti                      | 1992–1996                        | chargé d'affaires                |
| Benjamin Bassin (New Delhi)      | 1995–2001                        | ambassadeur                      |
| Esa Hurtig                       | 1996–2000                        | chargé d'affaires                |
| Asko Luukkainen                  | 2000–2004                        | chargé d'affaires                |
| Glen Lindholm (New Delhi)        | 2001–2005                        | ambassadeur                      |
| Pauli Mustonen                   | 2004–2006                        | chargé d'affaires                |
| Asko Numminen (New Delhi)        | 2005–2009                        | ambassadeur                      |
| Kari Karanko                     | 2006–2007                        | chargé d'affaires                |
| Pirkko-Liisa Kyöstilä            | 2007–2011                        | chargé d'affaires                |
| Terhi Hakala (New Delhi)         | 2009–2011                        | ambassadeur                      |
| Asko Luukkainen (Katmandu)       | 2011–2015                        | ambassadeur                      |
| Jorma Suvanto (Katmandu)         | 2015–2018                        | ambassadeur                      |
| Pertti Anttinen (Katmandu)       | 2018-en poste                    | ambassadeur                      |

### Kuala Lumpur (Malaisie)
| Relations diplomatiques établies | Relations diplomatiques établies | Relations diplomatiques établies |
| 17 novembre 1972                 | 17 novembre 1972                 | 17 novembre 1972                 |
| Représentant,                    | Année                            | Poste                            |
| -------------------------------- | -------------------------------- | -------------------------------- |
| Matti Cawén (Jakarta)            | 1975–1977                        | ambassadeur                      |
| Tuure Mentula (Jakarta)          | 1977–1982                        | ambassadeur                      |
| Pertti Kärkkäinen (Jakarta)      | 1983–1985                        | ambassadeur                      |
| Erik Heinrichs (Jakarta)         | 1985–1988                        | ambassadeur                      |
| Erik Hellqvist                   | 1988–1989                        | ambassadeur                      |
| Pertti Ripatti                   | 1989–1992                        | ambassadeur                      |
| Ilkka Ruso                       | 1992–1996                        | ambassadeur                      |
| Erkki Huittinen                  | 1996–2000                        | ambassadeur                      |
| Unto Turunen                     | 2000–2004                        | ambassadeur                      |
| Lauri Korpinen                   | 2004–2008                        | ambassadeur                      |
| Tapio Saarela                    | 2008–2012                        | ambassadeur                      |
| Matti Pullinen                   | 2012–2016                        | ambassadeur                      |
| Petri Puhakka                    | 2016 -en poste                   | ambassadeur                      |

### Koweït
Depuis 2002, les relations de la Finlande avec le Koweït sont gérées par l'ambassadeur à Riyad,.
| Relations diplomatiques établies | Relations diplomatiques établies | Relations diplomatiques établies |
| 21 février 1969                  | 21 février 1969                  | 21 février 1969                  |
| Représentant,                    | Année                            | Poste                            |
| -------------------------------- | -------------------------------- | -------------------------------- |
| Carolus Lassila (Beyrouth)       | 1969–1974                        | ambassadeur                      |
| Heikki Kahla (Beyrouth)          | 1975–1977                        | ambassadeur                      |
| Arto Tanner (Beyrouth)           | 1977–1980                        | ambassadeur                      |
| Pertti Ripatti                   | 1981–1985                        | ambassadeur                      |
| Esko Kunnamo                     | 1985–1989                        | ambassadeur                      |
| Tero Lehtovaara                  | 1989–1992                        | ambassadeur                      |
| Pertti Kaukonen                  | 1992–1998                        | ambassadeur                      |
| Markku Niinioja                  | 1998–2002                        | ambassadeur                      |

### New Delhi (Inde)
| Relations diplomatiques établies | Relations diplomatiques établies | Relations diplomatiques établies |
| 10 septembre 1949                | 10 septembre 1949                | 10 septembre 1949                |
| Représentant                     | Année                            | Poste                            |
| -------------------------------- | -------------------------------- | -------------------------------- |
| Hugo Valvanne                    | 1949–1956                        | envoyé                           |
| Aaro Pakaslahti                  | 1956–1959                        | envoyé                           |
| Sigurd von Numers                | 1959–1961                        | envoyé                           |
| Sigurd von Numers                | 1960–1961                        | ambassadeur                      |
| Veli Helenius                    | 1961–1964                        | ambassadeur                      |
| Asko Ivalo                       | 1964–1968                        | ambassadeur                      |
| Wilhelm Schreck                  | 1968–1974                        | ambassadeur                      |
| Riitta Örö                       | 1974–1979                        | ambassadeur                      |
| Risto Hyvärinen                  | 1979–1984                        | ambassadeur                      |
| Jan Groop                        | 1984–1988                        | ambassadeur                      |
| Jyrki Aimonen                    | 1988–1991                        | ambassadeur                      |
| Marjatta Rasi                    | 1991–1995                        | ambassadeur                      |
| Benjamin Bassin                  | 1995–2001                        | ambassadeur                      |
| Glen Lindholm                    | 2001–2005                        | ambassadeur                      |
| Asko Numminen                    | 2005–2009                        | ambassadeur                      |
| Terhi Hakala                     | 2009–2012                        | ambassadeur                      |
| Aapo Pölhö                       | 2013- 2016                       | ambassadeur                      |
| Nina Vaskunlahti                 | 2016-2019                        | ambassadeur                      |
| Ritva Koukku-Ronde               | 2019 -en poste                   | ambassadeur                      |

### Noursoultan (Kazakhstan)
| Relations diplomatiques établies | Relations diplomatiques établies | Relations diplomatiques établies |
| 13 mai 1992                      | 13 mai 1992                      | 13 mai 1992                      |
| Représentant                     | Année                            | Poste                            |
| -------------------------------- | -------------------------------- | -------------------------------- |
| Antti Koistinen                  | 1993–1996                        | ambassadeur itinérant            |
| Taisto Tolvanen                  | 1996–2000                        | ambassadeur itinérant            |
| Tapio Saarela                    | 2000–2004                        | ambassadeur itinérant            |
| Marja-Liisa Kiljunen             | 2004–2008                        | ambassadeur itinérant            |
| Timo Lahelma                     | 2008–2010                        | ambassadeur itinérant            |
| Mikko Kinnunen                   | 2009–2013                        | ambassadeur                      |
| Ilkka Räisänen                   | 2013–2017                        | ambassadeur                      |
| Mikko Kivikoski                  | 2017-en poste                    | ambassadeur                      |

### Pékin

#### République de Chine
| Relations diplomatiques établies | Relations diplomatiques établies | Relations diplomatiques établies |
| été 1919                         | été 1919                         | été 1919                         |
| Représentant                     | Année                            | Poste                            |
| -------------------------------- | -------------------------------- | -------------------------------- |
| G. J. Ramstedt (Tokio)           | 1919–1929                        | chargé d’affaires                |
| Karl Gustaf Wähämäki (Shanghai)  | 1930–1931                        | chargé d'affaires                |
| Helge von Knorring (Shanghai)    | 1931–1932                        | chargé d’affaires                |
| Hugo Valvanne (Tokio)            | 1936–1939                        | envoyé                           |
| Harald Tanner (Shanghai)         | 1939–1945                        | chargé d’affaires                |

#### République populaire de Chine
| Relations diplomatiques établies | Relations diplomatiques établies | Relations diplomatiques établies |
| 28 octobre 1950                  | 28 octobre 1950                  | 28 octobre 1950                  |
| Représentant                     | Année                            | Poste                            |
| -------------------------------- | -------------------------------- | -------------------------------- |
| Hugo Valvanne (New Delhi)        | 1950–1952                        | envoyé                           |
| Helge von Knorring               | 1952–1953                        | envoyé                           |
| Cay Sundström                    | 1953–1954                        | envoyé                           |
| Cay Sundström                    | 1954–1959                        | ambassadeur                      |
| Hugo Valvanne                    | 1959–1961                        | ambassadeur                      |
| Joel Toivola                     | 1961–1967                        | ambassadeur                      |
| Veli Helenius                    | 1967–1974                        | ambassadeur                      |
| Martti Salomies                  | 1974–1976                        | ambassadeur                      |
| Pentti Suomela                   | 1976–1984                        | ambassadeur                      |
| Risto Hyvärinen                  | 1984–1989                        | ambassadeur                      |
| Arto Mansala                     | 1989–1992                        | ambassadeur                      |
| Ilkka Ristimäki                  | 1992–1997                        | ambassadeur                      |
| Pasi Rutanen                     | 1997–2001                        | ambassadeur                      |
| Benjamin Bassin                  | 2001–2005                        | ambassadeur                      |
| Antti Kuosmanen                  | 2005–2009                        | ambassadeur                      |
| Lars Backström                   | 2009–2013                        | ambassadeur                      |
| Jari Gustafsson                  | 2013–2015                        | ambassadeur                      |
| Marja Rislakki                   | 2015-2017                        | ambassadeur                      |
| Jarno Syrjälä                    | 2017-en poste                    | ambassadeur                      |

### Riyad (Arabie saoudite)
| Relations diplomatiques établies                | Relations diplomatiques établies | Relations diplomatiques établies |
| 6 juin 1969                                     | 6 juin 1969                      | 6 juin 1969                      |
| Représentant                                    | Année                            | Poste                            |
| ----------------------------------------------- | -------------------------------- | -------------------------------- |
| Carolus Lassila (Beyrouth, vuodesta 1974 Jedda) | 1971–1977                        | ambassadeur                      |
| Kai Helenius (Jedda)                            | 1977–1982                        | ambassadeur                      |
| Unto Turunen (Jedda, après 1985 Riyad)          | 1983–1987                        | ambassadeur                      |
| Pekka Harttila                                  | 1987–1991                        | ambassadeur                      |
| Osmo Väinölä                                    | 1991–1993                        | ambassadeur                      |
| Antero Viertiö                                  | 1993–1996                        | ambassadeur                      |
| Kai Granholm                                    | 1996–2001                        | ambassadeur                      |
| Heikki Puurunen                                 | 2001–2005                        | ambassadeur                      |
| Martti Isoaro                                   | 2005–2010                        | ambassadeur                      |
| Jarno Syrjälä                                   | 2010–2014                        | ambassadeur                      |
| Pekka Voutilainen                               | 2014-2018                        | ambassadeur                      |
| Antti Rytövuori                                 | 2018-en poste                    | ambassadeur                      |

### Séoul (Corée du Sud )
| Relations diplomatiques établies | Relations diplomatiques établies | Relations diplomatiques établies |
| 24 août 1973                     | 24 août 1973                     | 24 août 1973                     |
| Représentant                     | Année                            | Poste                            |
| -------------------------------- | -------------------------------- | -------------------------------- |
| Osmo Lares (Tokio)               | 1973–1978                        | ambassadeur                      |
| Henrik Blomstedt (Tokio)         | 1978–1984                        | ambassadeur                      |
| Pauli Opas (Tokio)               | 1984–1985                        | ambassadeur                      |
| Juha Puromies (Tokio)            | 1986–1991                        | ambassadeur                      |
| Jorma Julin                      | 1991–1996                        | ambassadeur                      |
| Unto Turunen                     | 1996–2000                        | ambassadeur                      |
| Lauri Korpinen                   | 2000–2004                        | ambassadeur                      |
| Kim Luotonen                     | 2004–2008                        | ambassadeur                      |
| Pekka Wuoristo                   | 2008–2012                        | ambassadeur                      |
| Matti Heimonen                   | 2012–2016                        | ambassadeur                      |
| Eero Suominen                    | 2016-en poste                    | ambassadeur                      |

### Singapour
| Relations diplomatiques établies | Relations diplomatiques établies | Relations diplomatiques établies |
| 7 février 1973                   | 7 février 1973                   | 7 février 1973                   |
| Représentant                     | Année                            | Poste                            |
| -------------------------------- | -------------------------------- | -------------------------------- |
| Wilhelm Schreck (New Delhi)      | 1973–1974                        | ambassadeur                      |
| Riitta Örö (New Delhi)           | 1975–1979                        | ambassadeur                      |
| Risto Hyvärinen (New Delhi)      | 1980–1982                        | ambassadeur                      |
| Pertti Kärkkäinen (Jakarta)      | 1982–1985                        | ambassadeur                      |
| Erik Heinrichs (Jakarta)         | 1985–1989                        | ambassadeur                      |
| Timo Koponen (Jakarta)           | 1989–1992                        | ambassadeur                      |
| Veli J. Ollikainen (Jakarta)     | 1992–1996                        | ambassadeur                      |
| Jukka Leino                      | 1994–1996                        | chargé d'affaires                |
| Jukka Leino                      | 1996–2000                        | ambassadeur                      |
| Kim Luotonen                     | 2000–2004                        | ambassadeur                      |
| Risto Rekola                     | 2004–2007                        | ambassadeur                      |
| Satu Mattila                     | 2007–2011                        | ambassadeur                      |
| Ari Heikkinen                    | 2011–2015                        | ambassadeur                      |
| Paula Parviainen                 | 2015-2019                        | ambassadeur                      |
| Antti Vänskä                     | 2019 -en poste                   | ambassadeur                      |

### Téhéran (Iran)
| Relations diplomatiques établies | Relations diplomatiques établies | Relations diplomatiques établies |
| 12 décembre 1931                 | 12 décembre 1931                 | 12 décembre 1931                 |
| Représentant                     | Année                            | Poste                            |
| -------------------------------- | -------------------------------- | -------------------------------- |
| Aarno Yrjö-Koskinen (Moskova)    | 1934–1940                        | envoyé                           |
| Aarno Yrjö-Koskinen (Ankara)     | 1948–1951                        | envoyé                           |
| Asko Ivalo (Ankara)              | 1951–1954                        | envoyé                           |
| Bruno Kivikoski (Ankara)         | 1954–1959                        | envoyé                           |
| Aaro Pakaslahti (Ankara)         | 1959–1965                        | envoyé                           |
| Aaro Pakaslahti (Ankara)         | 1965–1966                        | ambassadeur                      |
| Hans Ruben Martola (Ankara)      | 1966–1967                        | ambassadeur                      |
| Åke Frey (Ankara)                | 1968–1974                        | ambassadeur                      |
| Kurt Uggeldahl                   | 1974–1979                        | ambassadeur                      |
| Martti Salomies                  | 1979                             | ambassadeur                      |
| Unto Tanskanen                   | 1980–1983                        | ambassadeur                      |
| Timo Jalkanen                    | 1983–1987                        | ambassadeur                      |
| Tapani Brotherus                 | 1987–1991                        | ambassadeur                      |
| Eero Saarikoski                  | 1991–1996                        | ambassadeur                      |
| Antti Koistinen                  | 1996–2001                        | ambassadeur                      |
| Yrjö Karinen                     | 2001–2005                        | ambassadeur                      |
| Heikki Puurunen                  | 2005–2009                        | ambassadeur                      |
| Harri Salmi                      | 2009–2012                        | ambassadeur                      |
| Harri Kämäräinen                 | 2012- 2017                       | ambassadeur                      |
| Keijo Norvanto                   | 2017-en poste                    | ambassadeur                      |

### Tel Aviv (Israël)
| Relations diplomatiques établies | Relations diplomatiques établies | Relations diplomatiques établies |
| 14 novembre 1950                 | 14 novembre 1950                 | 14 novembre 1950                 |
| Représentant                     | Année                            | Poste                            |
| -------------------------------- | -------------------------------- | -------------------------------- |
| Toivo Ilmari Kala                | 1952–1958                        | chargé d'affaires                |
| Joel Toivola                     | 1958–1961                        | chargé d'affaires                |
| Risto Solanko                    | 1961–1962                        | chargé d'affaires                |
| Risto Solanko                    | 1962–1964                        | ambassadeur                      |
| Hans Ruben Martola               | 1964–1966                        | ambassadeur                      |
| Algar von Heiroth                | 1966–1975                        | ambassadeur                      |
| Matti Kahiluoto                  | 1975–1981                        | ambassadeur                      |
| Paaso Helminen                   | 1981–1982                        | ambassadeur                      |
| Erkki Mäentakanen                | 1982–1984                        | ambassadeur                      |
| Taneli Kekkonen                  | 1984–1985                        | ambassadeur                      |
| Osmo Väinölä                     | 1985–1989                        | ambassadeur                      |
| Pekka J. Korvenheimo             | 1989–1993                        | ambassadeur                      |
| Arto Tanner                      | 1993–1997                        | ambassadeur                      |
| Pasi Patokallio                  | 1998–2003                        | ambassadeur                      |
| Kari Veijalainen                 | 2003–2007                        | ambassadeur                      |
| Per-Mikael Engberg               | 2007–2011                        | ambassadeur                      |
| Leena-Kaisa Mikkola              | 2011–2016                        | ambassadeur                      |
| Anu Saarela                      | 2016-2018                        | ambassadeur                      |
| Kirsikka Lehto-Asikainen         | 2019-en poste                    | ambassadeur                      |

### Rangoun (Myanmar)
| Relations diplomatiques établies | Relations diplomatiques établies | Relations diplomatiques établies |
| 21 juin 1954                     | 21 juin 1954                     | 21 juin 1954                     |
| Représentant                     | Année                            | Poste                            |
| -------------------------------- | -------------------------------- | -------------------------------- |
| Riikka Laatu                     | 2017-en poste                    | ambassadeur                      |

## Représentations fermées

### Damas (Syrie)
Le personnel de l'ambassade de Damas a quitté le pays depuis mars 2012 en raison de guerre civile syrienne. Depuis septembre 2012, le bureau est un bureau de liaison temporaire à Beyrouth. L'ambassade de Finlande à Beyrouth a rouvert le 1er mars 2015. L'ambassade a été définitivement fermée le 19 mars 2013.
| Relations diplomatiques établies | Relations diplomatiques établies | Relations diplomatiques établies |
| 22 mai 1953                      | 22 mai 1953                      | 22 mai 1953                      |
| Représentant                     | Année                            | Poste                            |
| -------------------------------- | -------------------------------- | -------------------------------- |
| Bruno Kivikoski (Ankara)         | 1954–1958                        | envoyé                           |
| Asko Ivalo (Rome)                | 1958–1959                        | ambassadeur                      |
| Soini Palasto (Le Caire)         | 1966–1969                        | ambassadeur                      |
| Pekka Malinen (Le Caire)         | 1969–1974                        | ambassadeur                      |
| Joel Pekuri (Le Caire)           | 1975–1978                        | ambassadeur                      |
| Arto Tanner (Beyrouth)           | 1979–1981                        | ambassadeur                      |
| Veikko Hietanen (Beyrouth)       | 1981–1984                        | ambassadeur                      |
| Jyrki Aimonen                    | 1984–1988                        | ambassadeur                      |
| Juhani Muhonen                   | 1988–1991                        | ambassadeur                      |
| Arto Kurittu                     | 1991–1995                        | ambassadeur                      |
| Heikki Latvanen                  | 1996–2001                        | ambassadeur                      |
| Antti Koistinen                  | 2001–2005                        | ambassadeur                      |
| Pertti Harvola                   | 2005–2008                        | ambassadeur                      |
| Harri Mäki-Reinikka (Beyrouth)   | 2008–2012                        | ambassadeur                      |
| Kari Kahiluoto (Beyrouth)        | 2012–2015                        | ambassadeur                      |
| Matti Lassila (Beyrouth)         | 2015-2018                        | chargé d’affaires                |
| Matti Lassila (Beyrouth)         | 2015-2018                        | ambassadeur                      |
| Tarja Fernández (Beyrouth)       | 2018-en poste                    |                                  |

### Islamabad (Pakistan)
Les relations de la Finlande avec le Pakistan ont été gérées en 1951–1974 par l'Ambassadeur d'Ankara et en 1974–2001 par l'Ambassadeur de Téhéran, jusqu'en 1962 avec le titre d'envoyé puis d'ambassadeur,. L'ambassade à Islamab a été fermée le 1.8.2012 après quoi l'ambassadeur est accrédité d'Helsinki.
| Relations diplomatiques établies | Relations diplomatiques établies | Relations diplomatiques établies |
| 12 janvier 1951                  | 12 janvier 1951                  | 12 janvier 1951                  |
| Représentant                     | Année                            | Poste                            |
| -------------------------------- | -------------------------------- | -------------------------------- |
| Asko Ivalo (Ankara)              | 1951–1954                        |                                  |
| Bruno Kivikoski (Ankara)         | 1954–1959                        |                                  |
| Aaro Pakaslahti (Ankara)         | 1959–1966                        |                                  |
| Hans Martola (Ankara)            | 1966–1967                        |                                  |
| Åke Frey (Ankara)                | 1968–1974                        |                                  |
| Kurt Uggeldahl (Teheran)         | 1975–1979                        |                                  |
| Unto Tanskanen (Teheran)         | 1980–1983                        |                                  |
| Timo Jalkanen (Teheran)          | 1983–1987                        |                                  |
| Tapani Brotherus (Teheran)       | 1987–1991                        |                                  |
| Eero Saarikoski (Teheran)        | 1991–1996                        |                                  |
| Antti Koistinen (Teheran)        | 1997–2001                        |                                  |
| Tarja Laitiainen (Teheran)       | 2002–2005                        |                                  |
| Pirjo Mustonen (Islamabad)       | 2005–2008                        | ambassadeur                      |
| Osmo Lipponen (Islamabad),       | 2008–2012                        | ambassadeur                      |

### Manille ( Philippines )
L'ambassade a été fermée en 2012, après quoi les relations de la Finlande avec les Philippines ont été gérées par l'ambassadeur à Kuala Lumpur.
| Relations diplomatiques établies | Relations diplomatiques établies | Relations diplomatiques établies |
| 14 juillet 1955                  | 14 juillet 1955                  | 14 juillet 1955                  |
| Représentant,                    | Année                            | Poste                            |
| -------------------------------- | -------------------------------- | -------------------------------- |
| Ragnar Smedslund (Tokio)         | 1958–1962                        | envoyé                           |
| Viljo Ahokas (Tokio)             | 1962–1968                        | ambassadeur                      |
| Åke Wihtol (Tokio)               | 1968–1971                        | ambassadeur                      |
| Aarno Karhilo (Tokio)            | 1971–1972                        | ambassadeur                      |
| Osmo Lares (Tokio)               | 1973–1978                        | ambassadeur                      |
| Henrik Blomstedt(Tokio)          | 1978–1980                        | ambassadeur                      |
| Klaus Snellman                   | 1983–1984                        | ambassadeur                      |
| Pasi Rutanen                     | 1984–1986                        | ambassadeur                      |
| Timo Jalkanen                    | 1987–1991                        | ambassadeur                      |
| Juha Puromies                    | 1991–1993                        | ambassadeur                      |
| Eero Salovaara (Bangkok)         | 1993–?                           | ambassadeur                      |
| Juha Kuusi                       | 1993–?                           | ambassadeur                      |
| Pertti Majanen                   | 1997–2000                        | ambassadeur                      |
| Raimo Anttola                    | 2000–2004                        | ambassadeur                      |
| Riitta Resch                     | 2004–2008                        | ambassadeur                      |
| Heikki Hannikainen               | 2008–2012                        | ambassadeur                      |